# Closteromerus bjoernstadi
Closteromerus bjoernstadi är en skalbaggsart som beskrevs av Karl Adlbauer 2002. Closteromerus bjoernstadi ingår i släktet Closteromerus och familjen långhorningar. Inga underarter finns listade i Catalogue of Life.